# Hochwinter
Als Hochwinter, auch Mittwinter, bezeichnet man in der Meteorologie die Kernphase des Winters, im Allgemeinen die Zeit von Anfang Januar bis Mitte Februar, speziell die zweite Hälfte des Januars.
Diese sechs Wochen, meteorologisch/klimatologisch meist zwischen 1. Januar und 15. Februar als Teil der meteorologischen Jahreszeit Winter angesiedelt, sind im Allgemeinen die kälteste Phase des Winters, und auch des ganzen Jahres. Sie folgen dem Frühwinter, der für Europa typisch mit einem Weihnachtstauwetter endet, und gehen in den Spätwinter über.
Kennzeichnend ist für mittlere Breiten eine Dauerfrostperiode (mehrere Eistage), weshalb man diese auch übertragen als „hochwinterliche“ Verhältnisse bezeichnet. 
Umgekehrt spricht man bei einem konkreten Winter von der „hochwinterlichen Phase“, in der Dauerfrost herrscht. Diese hat sich in mittleren Breiten in historischer Zeit bis zu vier Monate ausgedehnt (zuletzt in Europa etwa im Winter 1962/63 Mitte November bis Anfang März). Den ganzen Hochwinter Dauerfrost ist aber in Mitteleuropa recht unüblich, so beträgt die mittlere Anzahl der Eistage (Tageshöchsttemperatur unter Null) etwa  für Berlin 23, für Wien 18,5, für Bern 22,5, für München aber 21,6, und für Lugano südlich der Alpen nur 0,8/Jahr. 64 Frosttage, also volle zwei Monate, verzeichnet beispielsweise Davos/Schweiz auf 1.600 Meter.
Der Hochwinter (abgekürzt Wh) wurde in den 1940er-Jahren von Hermann Flohn im Intervall 15.–26. Januar als eine der typischen Singularitäten Europas spezieller definiert, statistische Auswertungen jüngerer Zeit ergeben 17.–20. Januar, lokal wird auch beispielsweise 4.–9. Januar genannt.
Gegenüber dem astronomischen Sonnenstand ist der Hochwinter – wie das ganze Meteorologische Jahr und das Phänologische (Normal-)Jahr – um etwa einen Monat nach hinten verschoben, das Normalminimum der zweiten Januarhälfte liegt vier Wochen nach Wintersonnwende. In der ersten Februarhälfte taucht im mitteleuropäischen Wettergeschehen oft ein zweites Kältemaximum (als Hochdrucklage) auf, das von Flohn als Spätwinter (Ws) auf den 3.–12. Februar gelegt wurde, was sich mit dem allgemeineren Konzept von Hoch- und Spätwinter überlappt. Andere Autoren haben feinere Unterteilungen getroffen, so etwa einen Ersten und Zweiten Hochwinter, etwa in den Intervallen 27. Dezember–15. Januar resp. 16. Januar–4. Februar, oder  Ersten, Zweiten und Dritten Hochwinter in den Intervallen 4.–9., 13./14. resp. 17.–20. Januar. Allzu feingliedrige Unterteilungen der meteorologischen Jahreszeiten haben sich aber nicht durchgesetzt, meist sind sie zu lokal, oder sind mit Eintrittshäufigkeiten um 50 % zu wenig signifikant.

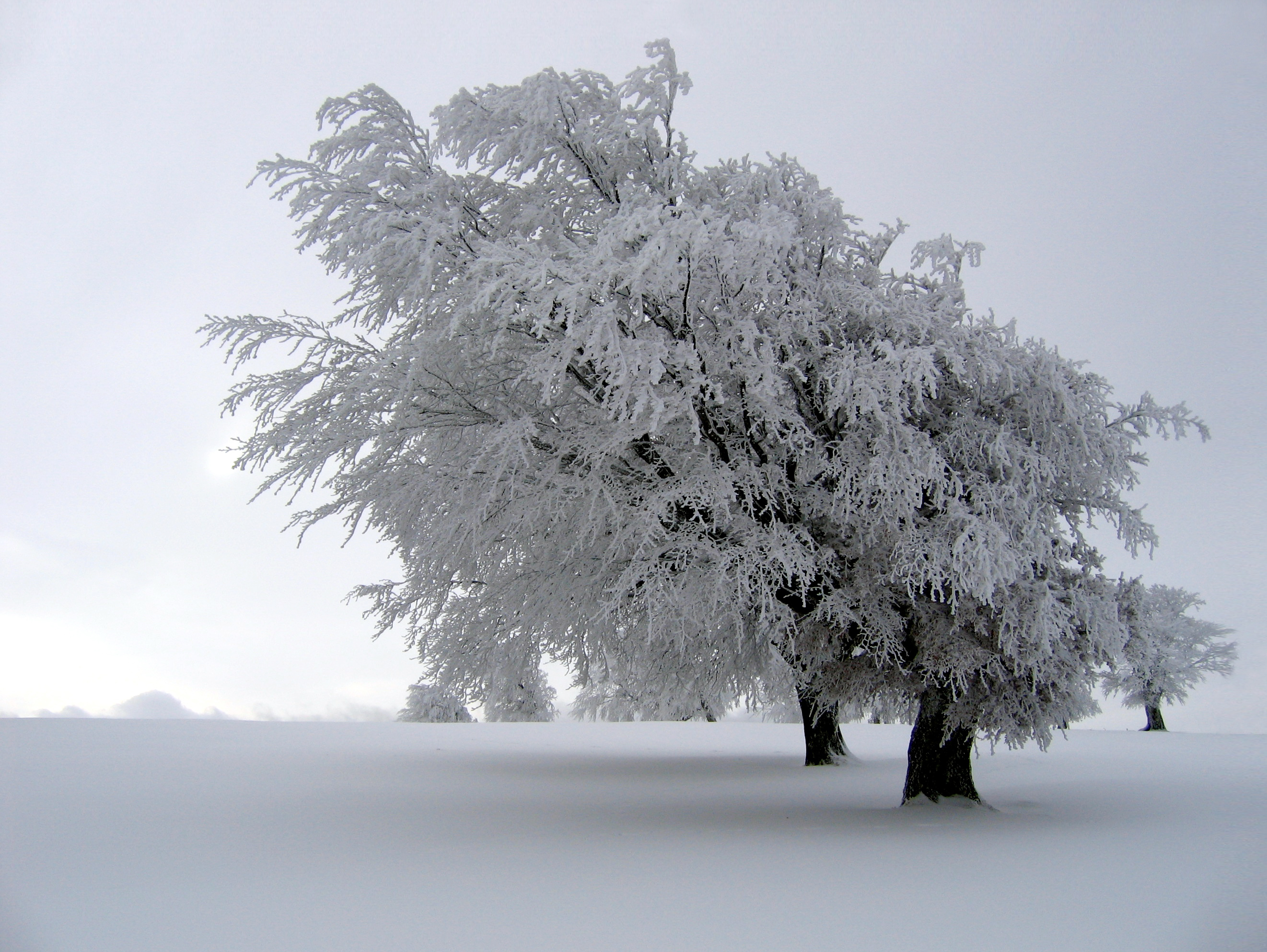
Windbuchen auf dem Schauinsland (2005)

Die für das europäische Wettergeschehen kennzeichnenden Aktionszentren sind die winterliche Ausprägung des Russlandhochs, die Lage des Azorenhochs am Atlantik und die Existenz eines Grönlandhochs. Dann kommt es zum Einströmen arktischer Polarluft aus Nord bis Nordost. Solche hochwinterlichen Verhältnisse sind meist längerfristig stabile Großwetterlagen (Jahresgang der Wetterwerte nicht stark ausgeprägt). Fällt das Eindringen polarer Kaltluft aus, herrschen milde Hochwinter, die im Allgemeinen atlantisch geprägt sind, und für die Winterstürme typisch sind. Mischsituationen, also Eindringen feuchter Atlantikluft und kontinentaler Kaltluft, führt zu schneereichen Hochwintern.
In den Volkstraditionen markieren die Rauhnächte (21/22. Dezember bis 5./6. Januar) den Beginn des Hochwinters, Lichtmeß, der 2. Februar, oder Valentinstag, der 14. Februar, als Lostag dessen Ende.
Auch im Tourismus spielt der Hochwinter eine Rolle, er ist – einschließlich der Weihnachtsfeiertage – die klassische Hochsaison des Wintertourismus. So wurden die Semesterferien (die mittleren Februarwochen) in Österreich ursprünglich als Energieferien eingeführt, auch, um die endende Hochsaison der Februarmitte noch zu verlängern.
Wie das ganze Konzept der vier Jahreszeiten ist der Hochwinter für die mittleren Breiten typisch (der midwinter wird etwa auch in der Neuseeländischen Meteorologie verwendet), gegen die Tropen hin ersetzen Konzepte von Regen- und Trockenzeit dieses Modell, gegen den Polarkreis hin die beiden Jahreszeiten von Polarsommer und Polarwinter.